# Kadria Hussein
Kadria Hussein (en turc : Kadriye Hüseyin), née en 1888, morte en 1955, appelée encore Prenses Kadriye, est une princesse royale, une écrivaine, une traductrice, une militante féministe et une artiste peintre égyptienne. Appartenant à la dynastie de Méhémet Ali, dite encore dynastie des Alaouites, elle est la fille de Hussein Kamal, sultan d'Égypte, qui a régné sur le pays entre 1914 et 1917. Elle a aussi collaboré à divers magazines.

## Biographie
Kadria Hussein est née au Caire en 1888,. Ses parents sont Hussein Kamal, fils d'Ismaïl Pacha, khédive d'Égypte, et Melek Tourhan,. Elle avait deux sœurs plus jeunes. Kadria Hussein reçoit une éducation en arabe et en français.
Elle épouse Celaleddin Sırrı Bey en 1919, une union qui ne dure qu'un an,,. Son deuxième mari est Mahmut Hayri Pacha, industriel et homme politique influent, avec qui elle se marie à Istanbul, en 1921. Ils ont deux enfants, une fille et un fils. Elle retourne en Égypte en 1930 lorsque son oncle le roi Fouad Ier ordonne aux membres de la dynastie vivant à l'étranger de revenir en Égypte. Avant de quitter Istanbul, elle fait don de sa résidence au lycée Notre Dame de Sion. Elle est brièvement arrêtée à la suite du   coup d'État de 1952 qui met fin au règne de sa dynastie et à la monarchie en Égypte. Son fils est également arrêté par le groupe militaire qui mène le coup d'État et est exécuté en 1956 pour son rôle présumé dans un coup d'État planifié contre eux. Kadria Hussein quitte l'Égypte à sa libération de prison et s’installe à l'étranger. Elle retourne au Caire et y meurt en 1955,.

## Son œuvre
Kadria Hussein publie notamment plusieurs articles sur les droits des femmes dans des magazines basés à Istanbul, comme Shehbal, Mihrab et Resimli Kitap, ainsi que dans un magazine féminin basé au Caire, L'Égyptienne. Elle traduit également des œuvres littéraires en turc, et écrit : Lettres d'Angora La Sainte (1921), Temevücât-ı Efkâr (1914) et Muhadderât-ı İslâm (1924),.
Elle peint (notamment des paysages d'Égypte, de Turquie et de France), réalise des sculptures, et est également une collectionneuse d'art et d'antiquités islamiques.